# Underdivision
Underdivision är en grupp inom svamp- eller växtriket. Underdivisioner motsvaras i djurriket av stammar. En underdivision ligger under division och kan även den uppdelas i klasser. Ett exempel på underdivision är gömfröväxter.